# Marchesato di Floresta
Il Marchesato di Floresta - o Marchesato della Floresta - fu uno stato feudale di rango marchionale esistito in Sicilia tra l'inizio del XVII secolo e gli inizi del XIX secolo. Il suo territorio corrispondeva all'odierno comune di Floresta, in provincia di Messina.

## Storia
Le origini del feudo di Floresta, situato nel Val Demone e sui Nebrodi, risalgono al XIV secolo, quando il re Federico III di Sicilia lo assegnò ad un Peregrino de Pactis, nobile, maestro giustiziere e protonotaro del Regno di Sicilia, quale appannaggio per le alte cariche ricoperte.
Verso la fine del XVI secolo, la terra di Floresta fu acquistata dallo spagnolo Antonio Quintana Dueñas, barone di San Giorgio e consultore del Regno, su cui costruì un casale e la fece popolare. L'11 gennaio 1619, il re Filippo III di Spagna concesse al Quintana il titolo di Marchese della Floresta di Trifontane, esecutoriato il 10 aprile dell'anno medesimo. Gli succedette la figlia Marianna Melchiorra de Quintana Dueñas y Mauroli, che sposata a Ferdinando de Toledo Sylva, ne ricevette investitura assieme a questi nel 1627.
Il Marchesato passò per via ereditaria alla famiglia Ardoino di Messina, e da questi alla fine del XVIII secolo, alla famiglia Trigona di Piazza Armerina, che ne mantenne il possesso fino all'abolizione del feudalesimo in Sicilia del 1812. Il titolo di Marchese della Floresta fu riconosciuto dalla legislazione del Regno d'Italia con lettere patenti dell'8 giugno 1913, nella persona di Guglielmo Tedeschi che è stato riconosciuto Marchese di Floresta, Barone di S. Cono, Barone di S. Antonino, Barone di Scitibillini, per successione della famiglia Trigona.

## Lista dei Marchesi di Floresta (1619)

### Periodo feudale
- Antonio de Quintana Dueñas y Villegas, I marchese di Floresta (1619-1626)
- Marianna Melchiorra de Quintana Dueñas y Mauroli, II marchese di Floresta (1627-1675)
- Paolo Ardoino Patti, III marchese di Floresta (1675-1706)
- Michele Ardoino Furnari, IV marchese di Floresta (1706-1747)
- Pietro Ardoino La Rocca, V marchese di Floresta (1747-1762)
- Flavia Ardoino Di Giovanni, VI marchesa di Floresta (1762-1774)
- Ottavio Maria Trigona Bellotti Grimaldi, VII marchese di Floresta (1774-1785)
- Luigi Trigona Ardoino, VIII marchese di Floresta (1785-1812)

### Periodo post-feudale
- Luigi Trigona Ardoino, VIII  marchese di Floresta (1812-1829)
- Ottavio Concetto Trigona Beneventano, IX marchese di Floresta (1829-1851)
- Luigi Trigona Trigona, X marchese di Floresta (1851-1879)
- Guglielmo Tedeschi, XI marchese di Floresta (1913-?)
- Antonio Tedeschi, XII marchese di Floresta (?-1945)
- Renato Massimiliano Tedeschi, XIII marchese di Floresta (1945-1991)
- Mario Antonio Tedeschi, XIV marchese di Floresta (1991-2002)
- Renato Tedeschi, XV marchese di Floresta (2002- presente)

L'erede attuale al titolo è il figlio del XV marchese Lorenzo Tedeschi (n. 28 luglio 1997).